# Palio della Balestra

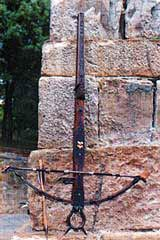
Arbalète à l'italienne.

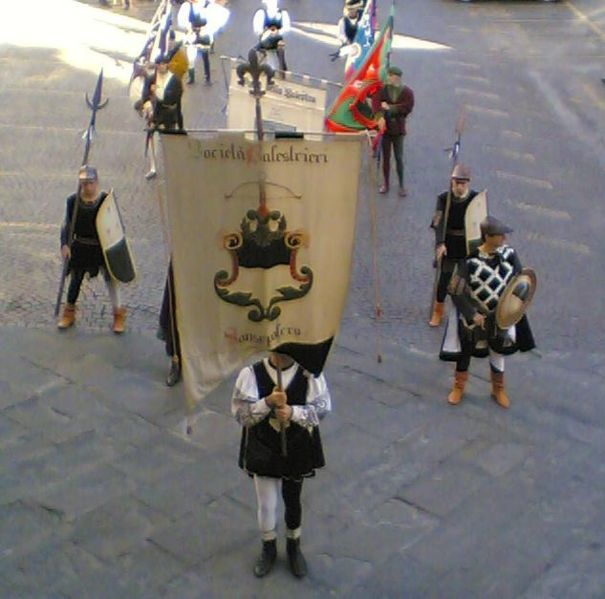
Arbalétriers de Sansepolcro en costumes.

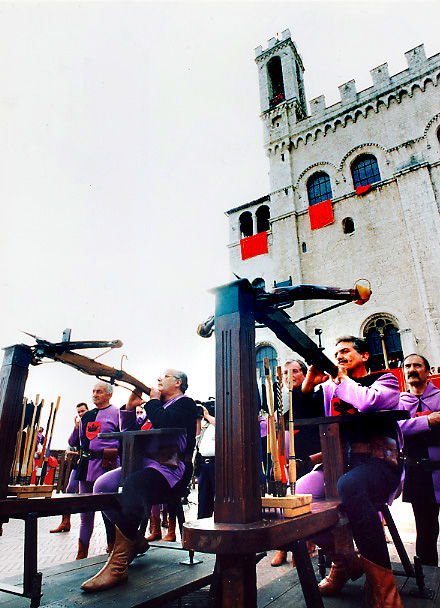
Arbalétriers en action.

Le Palio della Balestra (Palio de l’Arbalète) est un tournoi folklorique italien entre les villes de Gubbio (Ombrie) et Sansepolcro (Toscane).
Il se déroule à Gubbio le dernier dimanche du mois de mai et à Sansepolcro le deuxième dimanche de septembre.

## Historique
Le terme Balestra découle du verbe grec ballein, qui signifie : lancer, projeter.
Le document le plus ancien où l’on parle du Jeu de l’arbalète est daté du 16 mai 1461.
Les rapports entre Gubbio et Sansepolcro ont des origines très anciennes et sont documentés depuis 1619. Cette année-là, les arbalétriers de Sansepolcro invitèrent ceux de Gubbio aux Jeux de S. Edigio. Dans ces deux villes, le tir à l’arbalète ne s’est pratiquement jamais interrompu jusqu’à nos jours.

## Organisation
Ce tournoi est organisé par les Sociétés Arbalestières des villes de Gubbio et de Sansepolcro dans le cadre des fêtes consacrées à leurs saints patrons respectifs S. Ubaldo et S. Jean Evangéliste.

## Le jeu
Les figurants et arbalétriers défilent en costumes anciens à travers les principales rues de la ville. Le parcours se termine par l'entrée sur la place, où les figurants prennent place sous les yeux du public, dans l'attente que les porteurs d'étendards fassent leur exhibition de maniement d'étendards.
Le spectacle terminé, les chiarine et les tambourins annoncent l'intervention du héraut, lequel donne lecture du règlement devant les autorités et déclare le tournoi ouvert :
- Tout arbalétrier de Gubbio ou de  Sansepolcro peut participer au tournoi s'il est en règle avec les statuts et à jour de cotisation.
- Les noms des participants sont encapsulés et le passage de chacun est déterminé par tirage au sort au fur et à mesure.
- La flèche de chaque concurrent est repérée par son nom.
- L’épreuve consiste à atteindre le centre d’une cible appelée Tasso à l’aide d'un carreau décoché à partir d’une arbalète. La distance du tireur à la cible est de 36 m.
- Le gagnant est le concurrent qui place sa flèche le plus près du centre de la cible.
- Les tirs terminés, la cible accompagnée par deux demoiselle est portée jusqu'à la résidence du maire qui décide du sort du tournoi après l'analyse du placement de chacune des flèches.
- Le tournoi est clôturé par la remise du trophée (palio) et par un défilé de figurants (en habits d’époque médiévale) qui finissent par s'éparpiller dans les rues de la ville.

## Considérations
L’arbalète, arme simple mais d’une efficacité redoutable, est considérée comme une arme typiquement médiévale. C’était à cette époque la reine des armes et elle n’a été supplantée que progressivement par l’arrivée de la poudre à partir de la fin du XVe siècle.
Elle demeure néanmoins à notre époque un témoin essentiel des conflits du passé.

## Programme et horaires
- 16 h 00 : les arbalétriers des deux villes, accompagnés par le défilé historique rejoignent

la place où se déroule le tournoi (Piazza Grande à Gubbio ou Piazza Torre Berta à Sansepolcro).
- 16 h 45 : lecture du règlement.
- 17 h 30 : début du tournoi.
- 19 h 00 : fin du tournoi, exhibition des manieurs d'étendards, proclamation des résultats et  remise du palio au vainqueur.
- 19 h 30 : défilé historique costumé dans les rues de la ville.

## Sources
- (it) Cet article est partiellement ou en totalité issu de l’article de Wikipédia en italien intitulé « Palio della Balestra » (voir la liste des auteurs).